# براندون جنكينز (مغن مؤلف)
براندون جنكينز (بالإنجليزية: Brandon Jenkins)‏ هو مغن مؤلف أمريكي، ولد في يونيو 1969 في تلسا في الولايات المتحدة، وتوفي في 2 مارس 2018 في ناشفيل في الولايات المتحدة.

## وصلات خارجية
- الموقع الرسمي
- براندون جنكينز على موقع ميوزك برينز (الإنجليزية)
- براندون جنكينز على موقع أول ميوزيك (الإنجليزية)
- براندون جنكينز على موقع ديسكوغز (الإنجليزية)